# Rhopalothrix plaumanni
Rhopalothrix plaumanni är en myrart som beskrevs av Brown och Kempf 1960. Rhopalothrix plaumanni ingår i släktet Rhopalothrix och familjen myror. Inga underarter finns listade i Catalogue of Life.